# نیروگاه سیکل ترکیبی

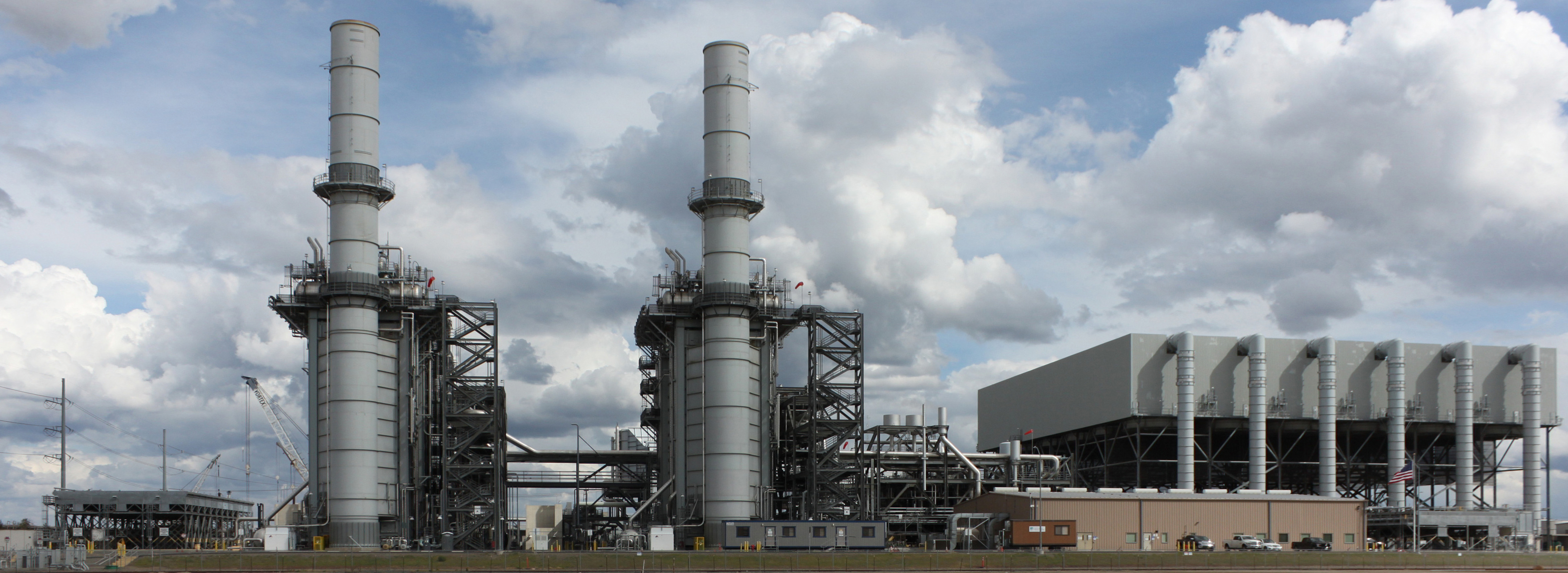
یک نیروگاه سیکل‌ترکیبی در کنترا کوستا، کالیفرنیا

نیروگاه سیکل ترکیبی (به انگلیسی: Combined cycle power plant) نیروگاهی است که شامل شماری توربین گاز و توربین بخار می‌شود. در این گونه نیروگاه، با استفاده از دیگ بخار بازیاب، از حرارت موجود در گازهای خروجی از توربین‌های گاز، برای تولید بخار آب مورد نیاز در توربین‌های بخار استفاده می‌شود.
رایج‌ترین نوع سیکل ترکیبی در خشکی برای تولید برق است که نیروگاه توربین گازی سیکل ترکیبی (CCGT) نامیده می‌شود. از همین اصل برای نیروی محرکه دریایی نیز استفاده می‌شود، جایی که به آن نیروگاه ترکیبی گاز و بخار (COGAS) می‌گویند.
اگر توربین گاز به صورت سیکل ترکیبی نباشد، گازهای خروجی آن، که می‌توانند تا ۶۰۰ درجه سانتیگراد دما داشته باشند که به‌طور مستقیم وارد هوای محیط شده و انرژی باقی‌مانده در آن‌ها هدر می‌رود؛ این در حالی است که در نیروگاه سیکل ترکیبی، از این انرژی استفاده می‌شود و دیگ بخار توربین بخار بدون نیاز به سوخت، بخار آب تولید می‌کند؛ بنابراین، با استفاده از این روش، انرژی هدر رفته در دودکش توربین گازی بازیافت شده و بازدهی سیکل افزایش می‌یابد.
نیروگاه‌های سیکل ترکیبی راه حل بسیار کارآمد، انعطاف‌پذیر، قابل اعتماد، مقرون به صرفه و سازگار با محیط زیست برای تولید برق است. نیروگاه سیکل ترکیبی در واقع ترکیبی از توربین بخار و توربین گازی می‌باشد به نحوی که ژنراتور توربین گازی، انرژی الکتریکی تولید می‌کند و در عین حال انرژی حرارتی تلف شده از توربین گاز (توسط محصولات احتراق)، برای تولید بخار مورد نیاز توربین بخار مورد استفاده قرار می‌گیرد و به این طریق انرژی الکتریکی اضافی تولید می‌شود. با ترکیب کردن این دو سیکل بهره‌وری از نیروگاه افزایش پیدا می‌کند.
بازده الکتریکی از یک نیروگاه توربین گازی در چرخه ساده (سیکل ساده)، بدون بازیابی انرژی اتلاف شده، به‌طور معمول بین ۲۵ تا ۴۰ درصد است، در حالی که همان نیروگاه به صورت چرخه ترکیبی (سیکل ترکیبی) می‌تواند بازدهی الکتریکی بین ۵۰ الی ۶۰ درصد داشته باشد.
همان‌طور که گفته شد این نیروگاه‌ها از ترکیب توربین‌های بخار و گاز ساخته می‌شوند و بسته به نوع توربین‌ها، دیگ‌های بازیافت گرما و دستگاه‌های بازیابی، انواع متعددی دارند. با به‌کارگیری توربین‌های بخار در چرخه‌های ترکیبی می‌توان پایین بودن بازده را برطرف کرد و در نتیجه آن را برای تأمین بار پایه در یک شبکه برق به کار گرفت، در عین حال از مزایای دیگر آن نیز مانند راه اندازی سریع و انعطاف‌پذیری آن در محدودهٔ گسترده‌ای از بار بهره‌مند شد.
به صورت نظری و با فرض کارایی حدود ۳۳ درصد توربین گازی، انرژی قابل بازیابی در توربین بخار با بازیافت انرژی حرارتی از دودکش توربین‌های گازی) حدود نصف انرژی تولید شده توسط خود توربین گاز است؛ بنابراین، توان توربین بخار حدود نصف توربین گاز خواهد بود. در برخی از طراحی‌ها، دو توربین گاز، انرژی مورد نیاز برای یک توربین بخار را ایجاد می‌کنند و در نتیجه، توان تولیدی توربین‌های بخار در حدود متوسط توان تولیدی توربین‌های گاز می‌شود.

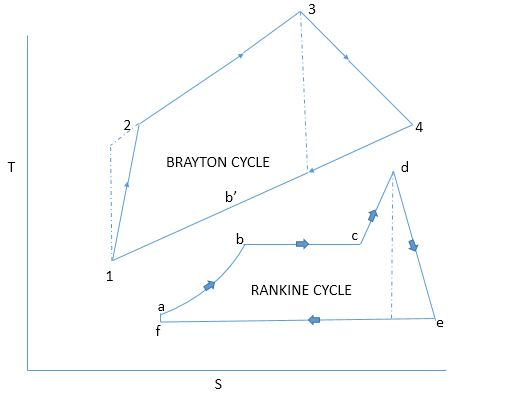
چرخه برایتون (توربین گازی) و رانکین (توربین بخار)

## سیکل ترکیبی پایه
سیکل ترمودینامیکی سیکل ترکیبی پایه از دو سیکل نیروگاهی مختلف تشکیل شده است. یکی چرخه ژول یا برایتون که یک چرخه توربین گازی است و دیگری سیکل رانکین که یک چرخه توربین بخار است.
در نمودار روبرو، چرخه ۱-۲-۳-۴-۱ چرخه نیروگاه توربین گازی یا چرخه بالایی (چرخه برایتون) است که در این فرایند انتقال گرما و کار را در منطقه با دمای بالا نشان می‌دهد.
چرخه abcdefa که چرخه بخار رانکین است در دمای پایین‌تری انجام می‌شود و به عنوان چرخه پایینی شناخته می‌شود. انتقال انرژی گرمایی از گاز خروجی با دمای بالا به آب و بخار در یک دیگ بازیابی حرارت صورت می‌گیرد. در طی فرایند فشار ثابت ۴–۱ گازهای خروجی از توربین گاز گرما را دفع می‌کنند. آب تغذیه، بخار اشباع و فوق گرم (سوپر هیت)، مقداری از این گرما را در فرآیندهای ab, bc و cd جذب می‌کند.

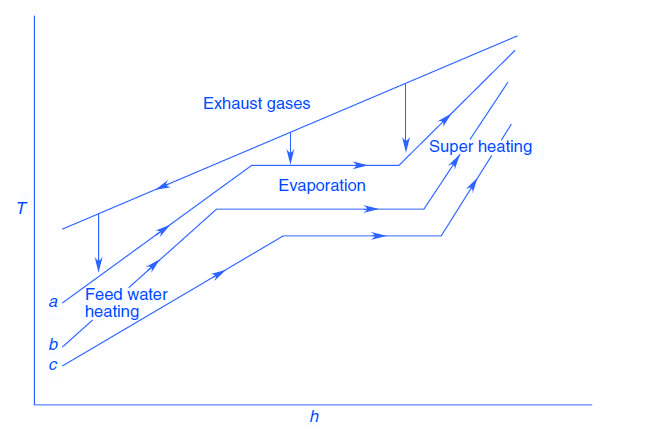
نمودار تبادل انرژی از گازهای داغ با آب و بخار در دیگ بازیاب

تولید بخار با کمک دیگ (بویلر) بازیاب، گرمای مورد نیاز را از گازهای خروجی با دمای بالا از یک توربین گازی می‌گیرد. بخار تولید شده به این ترتیب می‌تواند برای به حرکت درآوردن یک توربین بخار استفاده شود دیگ بازیاب، دارای سه بخش اصلی شامل اکونومایزر، اواپراتور و سوپرهیتر است.
قبل از وضعیت موجود نیروگاه‌های سیکل ترکیبی و از دید تاریخی، سیکل چنگ (Cheng Cycle) در شکل ساده‌تری از سیکل ترکیبی وجود داشته ست که در آن توربین بخاری وجود ندارد و بخار تولیدی از بویلر بازیاب به‌طور مستقیم به توربین گازی وارد می‌شود.
این سیکل در دهه ۱۹۷۰ استفاده می‌شد که نام خود را از داه یو چنگ به عنوان ایده پرداز آن گرفته است.

## اصول طراحی
راندمان یک موتور حرارتی، کسری از انرژی گرمایی ورودی است که می‌تواند به کار مفید تبدیل شود و با اختلاف دمایی بین گرمای ورودی به موتور و گرمای خروجی از موتور محدود می‌شود.
در یک نیروگاه حرارتی بخاری، آب سیال انجام کار است. بخار فشار بالا بویلرها، به اجزا محکم و ضخیم برای غلبه بر فشار بالا نیاز دارد. در بخش‌های با دماهای بالا، به آلیاژهای گران‌قیمت از نیکل یا کبالت نیاز است. این آلیاژها بالاترین دمای ممکن بخار را به ۶۵۵ درجه سانتیگراد محدود می‌کنند در حالی که در بخش‌های با دمای پایین، دمای آب خنک‌کننده ملاک تعیین‌کننده می‌باشد. با لحاظ این محدودیت‌ها، یک نیروگاه بخاری در بهترین حالت دارای راندمان بین ۳۵ الی ۴۲ درصد است.

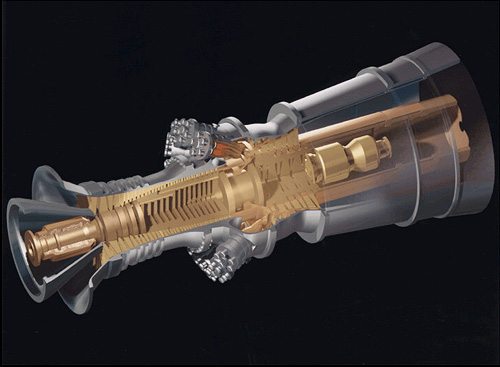
توربین گازی سری H از شرکت جنرال الکتریک

چرخه توربین گازی در سیکل ساده آن، دارای یک کمپرسور، یک محفظه احتراق و یک توربین است. در توربین‌های گاز، مقدار فلزی که باید در برابر دما و فشار بالا مقاومت بالایی داشته باشد، به‌طور نسبی کم است و مقادیر کمتری از مواد گران‌قیمت مورد نیاز است. در این نوع چرخه، دمای گاز محفظه احتراق در ورودی به توربین (دمای آتش)، نسبتاً بالا و بین ۹۰۰ تا ۱۴۰۰ درجه سانتیگراد است. دمای خروجی گاز از دودکش توربین گازی نیز بالا و بین ۴۵۰ تا ۶۵۰ درجه سانتیگراد است. این دما به اندازه کافی زیاد است که گرمای مورد نیاز را برای چرخه دوم که از آب و بخار به عنوان سیال کار استفاده می‌کند (چرخه رانکین)، فراهم می‌کند.

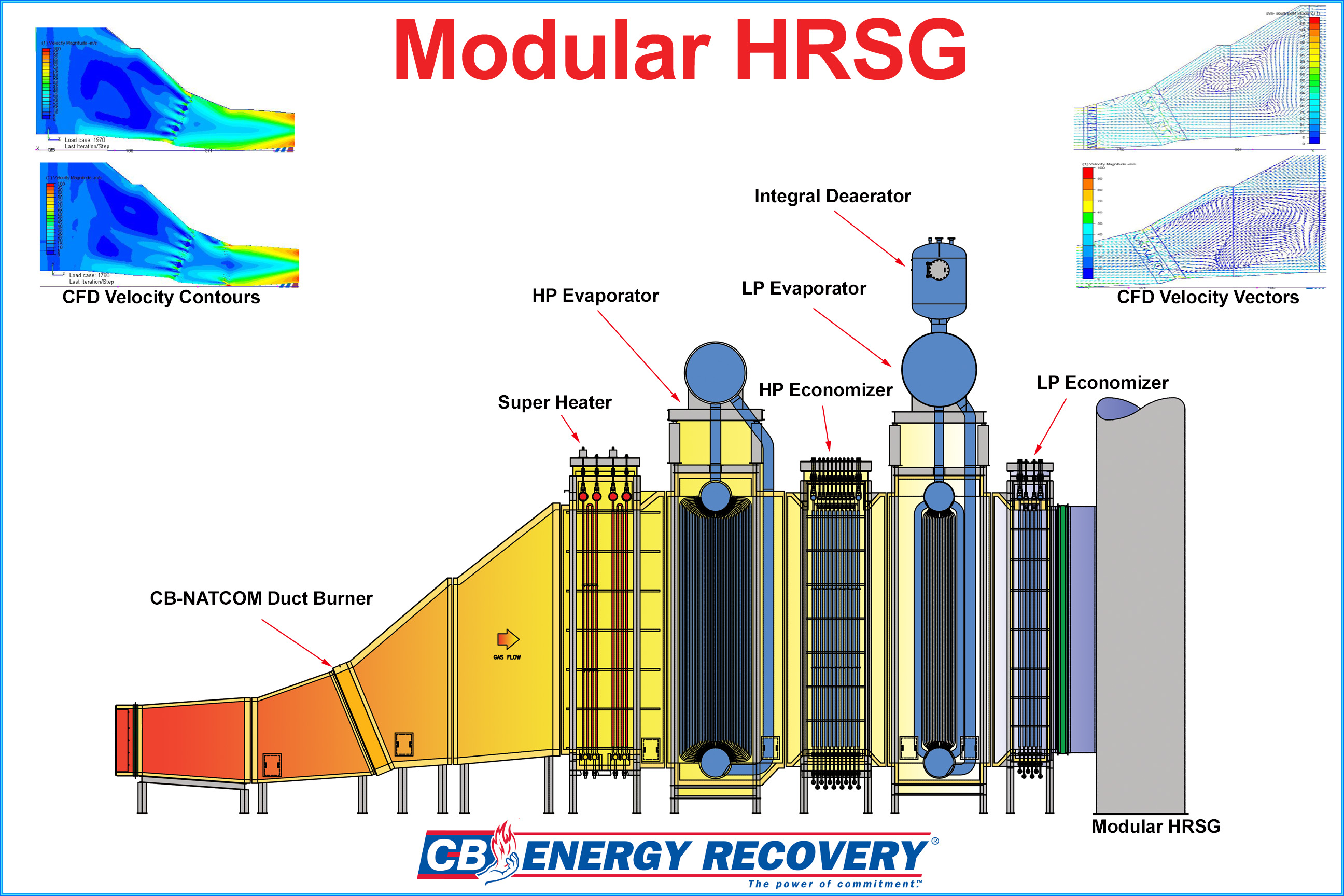
نمایی جانبی از یک دیگ بازیاب حرارتی (Heat Recovery Steam Generator)

در نیروگاه سیکل ترکیبی، از گرمای خروجی اگزوز توربین گاز برای تولید بخار با عبور از یک مولد بخار بازیابی حرارت (HRSG) با دمای بخار بین ۴۲۰ تا ۵۸۰ درجه سانتی گراد استفاده می‌شود. کندانسور چرخه رانکین به‌طور معمول توسط آب دریاچه، رودخانه، دریا یا برج‌های خنک‌کننده تر و خشک، خنک می‌شود. این دما می‌تواند تا حداقل ۱۵ درجه سانتی گراد باشد.
می‌توان دیگ بازیاب (HRSG) را مشعل‌های کمکی یا داکت مشعل نیز طراحی کرد. از آن جایی که گاز خروجی از توربین گازی هنوز حاوی مقداری اکسیژن است، می‌توان با استفاده از سوخت دمای دود را بالاتر برد.
بدون مشعل کمکی، راندمان حرارتی نیروگاه سیکل ترکیبی بالاتر است اما با استفاده از مشعل کمکی تولید توان نیروگاه بیشتر و قابلیت بهره‌برداری آن انعطاف پذیرتر است.
سوزاندن سوخت در داکت بویلر بازیاب، باعث افزایش دمای دود می‌شود که باعث افزایش مقدار و دمای بخار ورودی به توربین بخار می‌شود که این کار تولید توان در چرخه بخار را بهبود می‌بخشد.

## سوخت نیروگاه‌های سیکل ترکیبی
نیروگاه‌های سیکل ترکیبی به‌طور معمول با سوخت گاز طبیعی تغذیه می‌شوند، اگرچه می‌توان از نفت کوره، گاز سنتز شده یا سایر سوخت‌ها نیز استفاده کرد. سوخت پشتیبان نیز ممکن است نفت کوره یا سوخت زیستی باشد.
در نیروگاه‌های سیکل ترکیبی خورشیدی یکپارچه، با کمک انرژی برداشت‌شده از تابش خورشیدی، هزینه‌های سوخت و اثرات زیست‌محیطی را کاهش دهند.
در مواردی که توسعه خط لوله گاز غیر عملی است یا از نظر اقتصادی قابل توجیه نیست، نیازهای برق در مناطق دورافتاده را می‌توان با نیروگاه‌های سیکل ترکیبی در مقیاس کوچک با استفاده از سوخت‌های تجدید پذیر برآورده کرد. اینها به جای گاز طبیعی، زباله‌های کشاورزی و جنگلی را که اغلب به راحتی در مناطق روستایی در دسترس است، تبدیل به گاز می‌کنند و می‌سوزانند.

## پیکره بندی نیروگاه سیکل ترکیبی

یک نمونه دیاگرام از یک نیروگاه سیکل ترکیبی تک محور

نیروگاه‌های سیکل ترکیبی می‌توانند پیکربندی‌های تک‌محور یا چندمحور داشته باشند بدین معنی که توربین گازی و بخار روی یک محور یا چند محور جداگانه، به ژنراتور یا ژنراتورهای الکتریکی متصل باشند. همچنین چندین پیکربندی مختلف از سیستم‌های بخش بخار وجود دارد.
کارآمدترین چرخه‌های تولید برق، از دیگ بازیاب حرارتی بدون مشعل کمکی و با اجزای از پیش مهندسی شده و مدولار استفاده می‌کنند. این چرخه‌های بخار از نظر هزینه اولیه نیز کمترین هزینه را دارند.
یک سیستم تک‌محور معمولی دارای یک توربین گاز، یک توربین بخار، یک ژنراتور و یک دیگ بخار بازیاب حرارتی است. توربین گاز و توربین بخار هر دو به صورت پشت سر هم به یک ژنراتور الکتریکی در یک شفت متصل شده‌اند کارکرد این چیدمان ساده‌تر، کوچک‌تر و هزینه راه‌اندازی آن کمتر است.
اما سیستم‌های دارای چیدمان تک‌محور قابلیت انعطاف‌پذیری و اطمینان کمتری نسبت به سیستم‌های چندمحور دارند. البته با صرف هزینه، راه‌هایی برای افزایش انعطاف‌پذیری در بهره‌برداری وجود دارد. اپراتور نیروگاه در بیشتر مواقع تمایل دارد که توربین گاز را در بار پایه قرار دهد. در این موارد می‌توان محور توربین بخار را با یک سیستم کلاچ همگام (SSS) برای بهره‌برداری از توربین گازی در چرخه ساده جدا کرد. یکی گزینه کمتر رایج نیز سیستم گرمایش مستقل یا کمکی برای عملکرد مستقل توربین بخار است که در آن با استفاده از سوخت در بخش بخار و یک کلاچ در سمت محور توربین گازی، انعطاف‌پذیری برای بهره‌برداری از بخش بخار افزایش می‌یابد.
یک سیستم چندمحور به‌طور معمول فقط یک توربین بخار و حداکثر سه توربین گازی دارد که هر یک به ژنراتور الکتریکی جداگانه متصل است. داشتن تنها یک توربین بخار بزرگ و مبدل حرارتی، صرفه جویی بالایی دارد و می‌تواند هزینه عملیاتی و نگهداری کمتری در داشته باشد. یک توربین بخار بزرگتر نیز می‌تواند از فشارهای بالاتری برای چرخه بخار کارآمدتر استفاده کند. با این حال، یک سیستم چندمحور حدود ۵٪ در هزینه سرمایه‌گذاری گران‌تر است.
اندازه کلی نیروگاه و تعداد توربین‌های گازی، می‌تواند تعیین کند که کدام نوع نیروگاه از دید سرمایه‌گذاری و بهره‌برداری اقتصادی تر است. مجموعه ای از نیروگاه‌های سیکل ترکیبی تک‌محور می‌تواند هزینه بیشتری برای راه اندازی و نگهداری داشته باشد، زیرا تجهیزات بیشتری با وابستگی به یکدیگر در آن وجود دارد. با این حال، می‌تواند در هزینه‌های بهره صرفه‌جویی کند و به یک کسب و کار اجازه دهد ظرفیت نیروگاه را در صورت نیاز اضافه کند.
برای نیروگاه‌های سیکل ترکیبی با توربین‌های گازی دارای دمای گاز خروجی نزدیک به ۶۰۰ درجه سانتی‌گراد، چرخه‌های بخار دارای بخار گرمایش مجدد و با فشار چندگانه اعمال می‌شوند. سیکل‌های بخار بدون گرمایش مجدد تک فشاری یا چند فشاری، برای سیستم‌های سیکل ترکیبی با توربین‌های گازی که دمای گازهای خروجی ۵۴۰ درجه سانتی‌گراد یا کمتر دارند، استفاده می‌شوند.
انتخاب نوع چرخه بخار برای یک کاربرد خاص، با یک ارزیابی اقتصادی تعیین می‌شود که در آن هزینه نصب، هزینه و کیفیت سوخت، نحوه بهره‌برداری و هزینه‌های آن، ریسک‌های تجاری، عملیات و نگهداری در نظر گرفته می‌شود.

## انواع نیروگاه سیکل ترکیبی
نیروگاه‌های سیکل ترکیبی از نظر نوع توربین‌ها و بازیاب‌ها و وجود مشعل به دسته‌های زیر تقسیم می‌شوند:
1. نیروگاه‌های سیکل ترکیبی با مشعل
2. نیروگاه‌های سیکل ترکیبی بدون مشعل
3. نیروگاه‌های سیکل ترکیبی با دیگ بازیافت گرما مجهز به بازیابی یا گرمایش آب تغذیه
4. نیروگاه‌های سیکل ترکیبی با دیگ بازیافت گرما با فشار بخار چند گانه
5. نیروگاه‌های سیکل ترکیبی با سیکل بسته توربین گازی با گرمایش آب تغذیه در چرخه بخار

در نوع اول از نیروگاه‌ها یک مشعل در داخل دیگ بخار قرار می‌دهند و بیشتر در نیروگاه‌هایی مورد استفاده قرار می‌گیرد که قرار باشد بخش بخار آن به‌طور دائم کار کند، که در این صورت نباید وابستگی به توربین گازی داشته باشد.
در نوع دوم از این نیروگاه‌ها از گازهای داغی که به عنوان محصولات احتراقی از توربین گازی خارج می‌شود مورد استفاده قرار می‌گیرد. این دود خروجی دارای حجم بالا و دمایی حدود ۵۰۰ درجه سانتی گراد است و به داخل بویلر برای تبدیل آب به بخار ارسال می‌شود تا از انرژی بخار برای به حرکت درآوردن ژنراتور مورد استفاده قرار بگیرد. کاربرد گونه‌های مختلف سیکل‌های ترکیبی متفاوت است. از نیروگاه سیکل ترکیبی بدون مشعل بیشتر برای تأمین بار پایه و میانی مورد استفاده قرار می‌گیرد.
در نوع سوم از این نیروگاه‌ها در چرخه ترکیبی، گازهای خروجی یک چرخه ساده توربین گازی که شامل کمپرسور هوا (َAC)، اتاق احتراق(CC) و توربین گازی (GT) است، وارد دیگ بازیافت گرما (HRB) می‌شود و در آنجا برای تولید بخار فوق گرم مورد استفاده قرار می‌گیرد. در چرخه‌های ترکیبی که قدرت پایینی دارند توان توربین بخار در حدود ۵۰ درصد کمتر از توربین گازی است.
در نوع چهارم این نیروگاه‌ها که بخار با فشار چندگانه تولید می‌شود، دمای گازهای خروجی دیگ بازیافت گرما کاهش می‌یابد و به این ترتیب بازده نیروگاه به‌طور کلی افزایش پیدا می‌کند. ساده‌ترین نوع این چرخه، چرخه با فشار دوگانه است، هرچند که چرخه با فشار سه‌گانه نیز مورد استفاده قرار گرفته است. به عنوان مثال در یک سیکل با فشار دوگانه، دیگ بازیافت گرما دارای دو مدار برای تولید بخار است. مدار اول مدار فشار بالاست که بخار تولید شده در آن از مجرای ورودی توربین وارد آن می‌شود، و مدار دوم مدار فشار پایین است که بخار تولید شده در آن از طبقات با فشار پایین‌تر وارد توربین می‌شود. در یک چرخه ترکیبی پیشنهادی با فشار سه‌گانه، بخار دیگری با فشاری بین فشارهای ورودی به دو توربین بخار تولید می‌شود. این بخار به اتاق احتراق توربین گازی تزریق می‌شود تا میزان گسیل اکسیدهای نیتروژن تا حد استاندارد تعیین شده، کاهش بیابد. در صورتی که از این روش استفاده شود، مقداری آب تلف خواهد شد که به‌طور پیوسته باید آن را جبران کرد.

## بازدهی نیروگاه‌های دارای توربین گازی سیکل ترکیبی
با ترکیب سیکل‌های گازی و بخار به درجه حرارت‌های زیاد ورودی و درجه حرارت کم خروجی می‌توان دست یافت. به دلیل اینکه این سیکل‌ها توسط یک منبع سوختی تغذیه می‌شوند، بازدهی آنها با افزایش رو به رو می‌شود؛ بنابراین یک نیروگاه سیکل ترکیبی دارای یک سیکل ترمودینامیک است که بین درجه حرارت احتراق بالای توربین گازی و درجه حرارت تلف شده از کندانسورهای سیکل بخار عمل می‌کند. در صورتی که نیروگاه سیکل ترکیبی فقط برق تولید کند، بازدهی آن تا ۶۰ درصد خواهد رسید و در صورتی که تولید برق همراه با مصرف حرارت باشد، بازدهی آن تا ۸۵ درصد افزایش خواهد یافت.

## سوخت نیروگاه‌های سیکل ترکیبی
نیروگاه‌های سیکل ترکیبی معمولاً از گاز طبیعی استفاده می‌کنند، اگرچه از سوخت‌های دیگری مانند گاز مصنوعی نیز در این نیروگاه‌ها استفاده می‌شود. سوخت‌های مکمل که در نیروگاه‌های سیکل ترکیبی مصرف می‌شوند عبارتند از گاز طبیعی، زغال‌سنگ و غیره. نیروگاه‌های سیکل ترکیبی خورشیدی هم‌اکنون در الجزیره و مراکش در دست ساخت می‌باشد.

## نیروگاه چرخه ترکیبی خورشیدی

شمایل نیروگاه سیکل ترکیبی

نیروگاه‌های چرخه ترکیبی، همانند نیروگاه‌های گازی، معمولاً از گاز طبیعی یا گازوئیل به عنوان سوخت استفاده می‌کنند. در سال ۱۳۸۸ برای اولین بار در دنیا، نیروگاه خورشیدی یزد با استفاده از انرژی خورشیدی ساخته شد.